# خنک‌کاری آبی

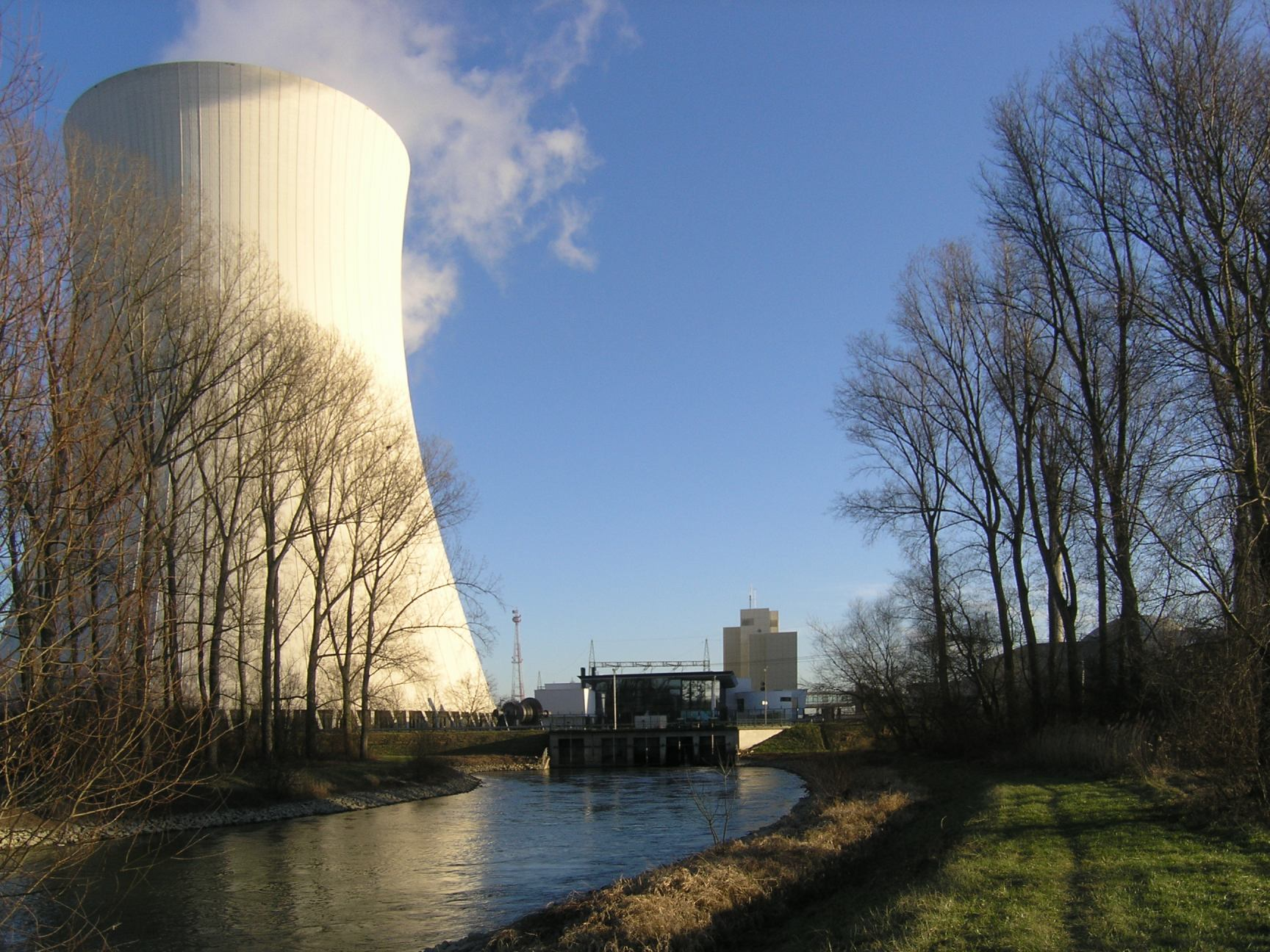
برج خنک‌کننده آبی در یک نیروگاه هسته‌ای.

خُنَک‌کاری آبی یا واتر کولینگ (به انگلیسی: Water cooling) روشی برای خنک کردن قطعات و تجهیزات صنعتی است که در آن از آب برای انتقال گرما به بیرون از دستگاه‌ها استفاده می‌شود.
خنک‌کنندگی آبی بر پایه اصل همرفت طبیعی عمل می‌کند.
از سامانه‌های خنک‌کاری آبی معمولاً برای خنک کردن موتور خودروها به‌وسیله رادیاتور، و در صنایع بزرگ برای خنک‌سازی تجهیزات نیروگاه‌های بخار، مولدهای برق‌آبی، پالایشگاه‌ها و کارخانه‌های شیمیایی بهره می‌گیرند.
از دیگر کاربردهای این‌گونه سامانه‌ها می‌توان به خنک کردن لوله مسلسل، گریس تلمبه، و قطعات رایانه اشاره کرد.
مزیت به کار بردن خنک‌کاری آبی بر خنک‌کاری با هوا این است که آب نسبت به هوا ظرفیت گرمایی ویژه بالاتری دارد و چگالی و رسانندگی گرمایی آن نیز بیشتر است. این باعث می‌شود تا آب گرما را در مسافت‌های بیشتری جابجا کند و در عین حال جریان حجمی بسیار کمتر و تفاوت‌های گرمایی کمتری را پدید آورد.

## کابل آبگرد
در سامانه‌هایی که در آن‌ها جریان الکتریکی زیاد مورد استفاده قرار می‌گیرد، مانند کوره‌های قوس الکتریک که جهت تهیه فولاد از آنها استفاده می‌شود، گذر جریان الکتریکی زیاد موجب تولید گرما در کابل‌های انتقال‌دهنده جریان الکتریکی می‌شود. در این صورت لازم است تا کابل به طریقی خنک گردد. این خنک‌سازی بیشتر به وسیله آب و در بعضی موارد به وسیله هوا صورت می‌گیرد. کابلی که در آن مسیری برای گذر آب جهت خنک‌سازی تعبیه شده باشد را کابل آبگـَرد می‌نامند.
کانکتور (Connector) قطعه ای است که کابل آبگرد را به کوره های القایی متصل میکند و معمولا برای رسانایی و خنک کنندگی بالا از جنس مس ساخته میشود.